# Sky Valley (Kalifornien)
Sky Valley ist ein Census-designated place im Riverside County im US-Bundesstaat Kalifornien. Der Ort liegt im Coachella Valley in der Nähe des Joshua-Tree-Nationalparks. Das U.S. Census Bureau hat bei der Volkszählung 2020 eine Einwohnerzahl von 2.411 ermittelt.

## Geografie
Sky Valley befindet sich im zentralen nördlichen Teil des Riverside Countys in Kalifornien. Der Ort ist abseits der dicht bevölkerten Bereiche des Coachella Valleys gelegen.
Mit einer Fläche von 62,9 km², die komplett aus Land besteht, beträgt die Bevölkerungsdichte nur 38 Einwohner pro Quadratkilometer. Das Ortszentrum liegt auf einer Höhe von 321 Metern.

## Politik
Indio Hills ist Teil des 28. Distrikts im Senat von Kalifornien, der momentan vom Demokraten Ted W. Lieu vertreten wird. In der California State Assembly ist der Ort dem 56. Distrikt zugeordnet und wird somit vom Demokraten V. Manuel Pérez vertreten. Auf Bundesebene gehört Indio Hills Kaliforniens 36. Kongresswahlbezirk an, der einen Cook Partisan Voting Index von R+1 hat und vom Demokraten Raul Ruiz vertreten wird.

## Sonstiges
Eine gewisse Bekanntheit erlangte der Ort durch das Album „Welcome to Sky Valley“ der Band Kyuss aus dem Jahre 1994, auf dessen Cover das gleichnamige Schild am südlichen Ortseingang abgebildet ist.